# Hrabová
Hrabová (en allemand : Raabe) est une commune du district de Šumperk, dans la région d'Olomouc, en République tchèque. Sa population s'élevait à 684 habitants en 2023.

## Géographie
Hrabová se trouve à 9 km au nord-nord-est de Mohelnice, à 15 km au sud de Šumperk, à 36 km au nord-ouest d'Olomouc et à 182 km à l'est-sud-est de Prague.
La commune est limitée par Lesnice au nord, par Rohle et Police à l'est, par Dubicko et Bohuslavice au sud, et par Zvole à l'ouest.

## Histoire
La première mention écrite de la localité date de 1344.

## Galerie

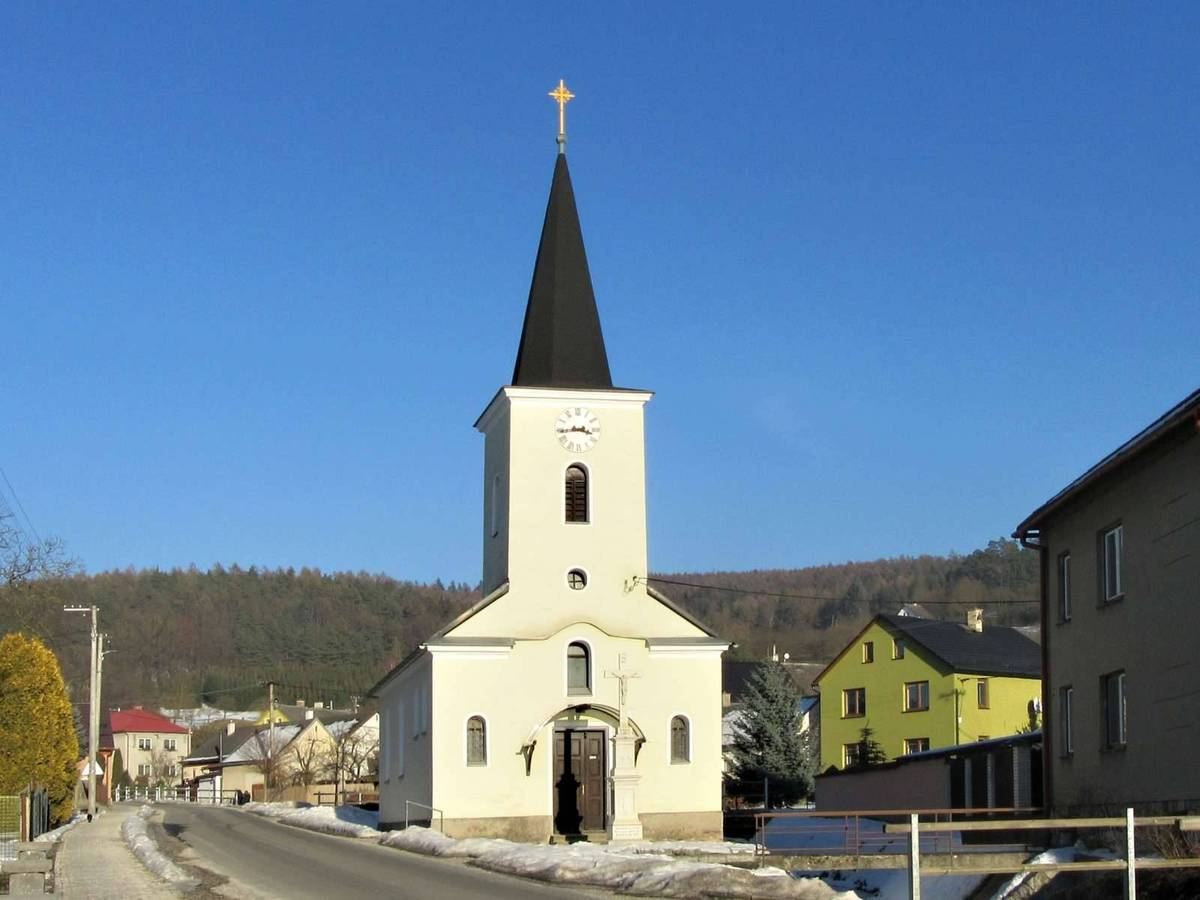
Chapelle Saint-Matthieu.
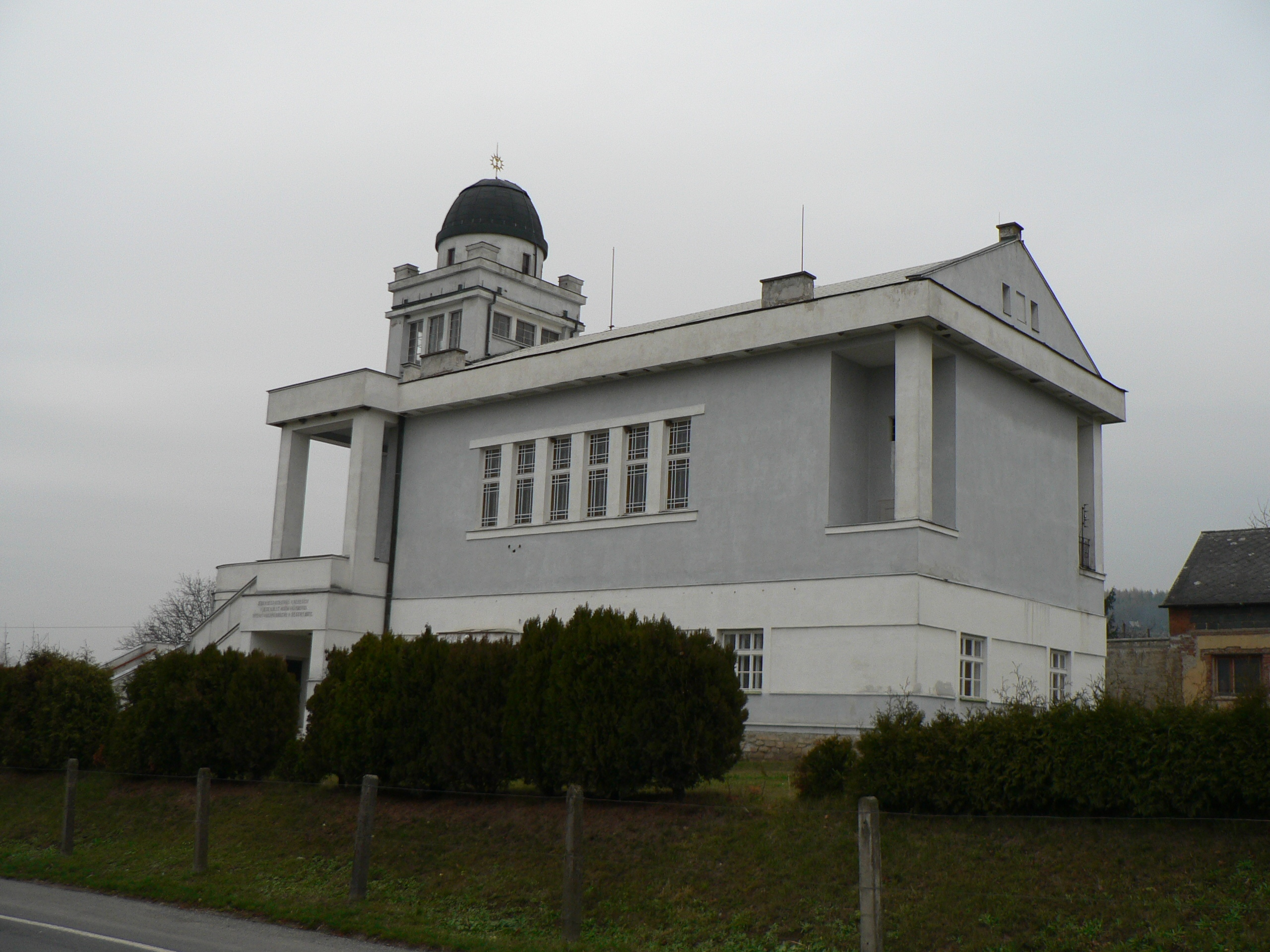
L'église évangélique.

## Transports
Par la route, Hrabová se trouve à 8 km de Zábřeh, à 17 km de Šumperk, à 42 km d'Olomouc et à 221 km de Prague.